# Irish Open 1965
Die Irish Open 1965 waren die 52. Austragung dieser internationalen Meisterschaften von Irland im Badminton. Sie fanden in Belfast statt.

## Titelträger
| Disziplin    | Sieger                          |
| ------------ | ------------------------------- |
| Herreneinzel | Richard Purser                  |
| Dameneinzel  | Angela Bairstow                 |
| Herrendoppel | Roger Mills David Horton        |
| Damendoppel  | Ursula Smith Jennifer Pritchard |
| Mixed        | John Havers Margaret Barrand    |

## Finalresultate
| Disziplin    | Sieger                          | Finalist                       | Ergebnis            |
| ------------ | ------------------------------- | ------------------------------ | ------------------- |
| Herreneinzel | Richard Purser                  | Per Walsøe                     | 18–13, 12–15, 15–10 |
| Dameneinzel  | Angela Bairstow                 | Ursula Smith                   | 11–6, 12–9          |
| Herrendoppel | Roger Mills David Horton        | Colin Beacom Tony Jordan       | 12–15, 15–9, 15–10  |
| Damendoppel  | Ursula Smith Jennifer Pritchard | Iris Rogers Margaret Barrand   | 15–8, 15–10         |
| Mixed        | John Havers Margaret Barrand    | Tony Jordan Jennifer Pritchard | 15–8, 15–7          |